# شهرستان سورنی، استان اورنبورگ
شهرستان سورنی (به لاتین: Severny District) یک شهرستان در روسیه است که در استان اورنبورگ واقع شده‌است.